# Страна самоцветов
«Страна самоцветов» (яп. 宝石の国 Хо:сэки но куни) — манга Харуко Итикавы, выходившая в журнале Monthly Afternoon издательства Kodansha с октября 2012 года по апрель 2024 года. Существуют также экранизации манги в виде короткой ONA и односезонного телевизионного аниме-сериала студии Orange CG, выходившего в октябре-декабре 2017 года.
В сентябре 2023 года издательство «Азбука» начало выпускать мангу «Страна самоцветов». Первая книга вышла в сентябре, и в каждой такой книге представлено два тома манги. Имеются цветные страницы, двусторонняя суперобложка. Последняя книга выйдет в марте 2025 и содержит в себе один, финальный том манги. 

## Сюжет
Манга повествует о жизни разумных антропоморфных самоцветов, которые являются дальними потомками людей. Главный герой, Фосфофиллит, самая молодая из самоцветов, слаба и крайне неуклюжа. И потому считается бесполезной среди других самоцветов. Фос просит одинокую, но мудрую Киноварь о помощи после того, как она получила задание от учителя создать энциклопедию естественной истории. Так начинается история их дружбы и личного роста. Между тем, самоцветы сражаются с лунянами, таинственными обитателями Луны, которые охотятся на самоцветы.

## Персонажи
Фосфофиллит (яп. フォスフォフィライト Фосуфофирайто)
Шкала твёрдости: 3,5
Один из самых слабых самоцветов, с твердостью всего 3,5. Из-за его хрупкости и неуклюжести учитель не мог найти ему подходящего занятия, поэтому ему поручено создать энциклопедию естественной истории самоцветов. По ходу развития сюжета части тела Фос вместе со своими воспоминаниями постепенно теряются и заменяются другими элементами, в том числе агатовыми ногами, руками из сплава золота и платины и головой Ляпис-Лазурь, после чего Фос становится одним из сильнейших самоцветов, используя силу ног, и золотой сплав рук, как щит. Решает узнать тайну происхождения мастера Конго и лунян.
Сэйю: Томоё Куросава
Киноварь (яп. シンシャ Синся)
Шкала твёрдости: 2
Киноварь самый хрупкий из всех 28 самоцветов, с твёрдостью всего 2, зато несёт в себе мощный яд, который он может использовать для атаки или как щит. Поскольку этот яд загрязняет окружающую среду и причиняет вред другим самоцветам, Киноварь работает в ночном дозоре, но хочет освободиться от ночи. Поэтому днём он гуляет около мыса Пустоты, там где луняне забрали Гелиодора, и ждёт дня, когда его тоже похитят.
Сэйю: Комацу Микако
Алмаз (яп. ダイヤモンド Дайямондо)
Сэйю: Ай Каяно
Шкала твёрдости: 10
Один из самоцветов. Верный друг Борт, а также единственный, кто доброжелательно относился к Фос, когда тот ещё был слабым. Хотя он сильный боец, уступает Борт в искусстве сражения и из-за этого испытывает комплекс неполноценности. Также несмотря на свою высокую твёрдость, имеет изъяны в своей структуре и под определённым углом атаки становится хрупким.
Борт (яп. ボルツ Боруцу)
Сэйю: Аянэ Сакура
Шкала твёрдости: 10
Сильнейший самоцвет и превосходный боец. Он способен практически всегда в одиночку справиться атакой лунян и предпочитает сражаться в одиночку. Вспыльчивый и предвзято относится к остальным самоцветам, как более слабым. Когда Фос с новыми сплавами сравнялась по силе с Борт, он пожелал работать с ним в паре.
Рутил (яп. ルチル Рутиру)
Сэйю: Юми Утияма
Самоцвет-медик. «Чинит» другие самоцветы, склеивая разбитые осколки с помощью смолы.
Антарктицит (яп. アンタークチサイト Антаːкутисаито)
Сэйю: Мария Исэ
Самоцвет, который может существовать в твёрдом виде только зимой, когда другие самоцветы впадают в спячку. Патрулирует местность зимой в одиночку и разрушает крупные ледники, мешающие своим «гулом» спать самоцветам. Последнюю Зиму провел с Фос, который отказался от спячки, и в этот же год был схвачен лунянами. Так обязанности Антарк перенял Фос.
Мастер Конго (яп. 金剛先生 Конгоː-сэнсэй)
Сэйю: Дзёдзи Наката
Монах и защитник самоцветов. По силе значительно превосходит их и «одним взмахом» способен уничтожить труппу лунян. Хотя со стороны он кажется умиротворённым, едва способен сдерживать свой гнев, в противном случае начинает рушить всё подряд. Заботится о каждом самоцвете, а также обучает новорожденных из них. Его вид остаётся тайной, но самоцветы подозревают, что происхождение Конго может быть связано с лунянами. Хотя самоцветы решили замалчивать об этом, Фос решил раскрыть тайну происхождения мастера.

## Манга
Публикация Houseki no Kuni началась в журнале Monthly Afternoon издательства Kodansha 25 октября 2012 года. Первый танкобон был выпущен 23 июля 2013 года, а последний, восьмой том был выпущен 22 ноября 2017 года. Четвёртый том был выпущен в двух изданиях: регулярном и специальном выпуске, который включал карточную игру. Шестой и седьмой тома также были выпущены в двух изданиях: шестой вышел с дополнительным ограниченным тиражом, седьмой сопровождался дополнительным специальным выпуском.
Kodansha Comics объявили на New York Comic-Con 2016 года о том, что манга лицензирована для издания в Северной Америке на английском языке. Первый том был выпущен 27 июня 2017 года.
| No. | Дата издания      | ISBN (японский)                          | Издание английского перевода | ISBN (английский) |
| --- | ----------------- | ---------------------------------------- | ---------------------------- | ----------------- |
| 1   | 23 июля, 2013     | 978-4-06-387906-3                        | 27 июня, 2017                | 978-1-63236-497-5 |
| 2   | 23 января, 2014   | 978-4-06-387950-6                        | 22 августа, 2017             | 978-1-63236-498-2 |
| 3   | 22 августа, 2014  | 978-4-06-387992-6                        | 24 октября, 2017             | 978-1-63236-528-6 |
| 4   | 22 мая, 2015      | 978-4-06-388044-1 978-4-06-362299-7 (LE) | 26 декабря, 2017             | 978-1-63236-529-3 |
| 5   | 20 ноября, 2015   | 978-4-06-388101-1                        | 13 марта, 2018               | 978-1-63236-635-1 |
| 6   | 23 сентября, 2016 | 978-4-06-388185-1 978-4-06-362329-1 (LE) | 17 июля, 2018                | 978-1-63236-636-8 |
| 7   | 23 мая, 2017      | 978-4-06-388259-9 978-4-06-362365-9 (LE) | 20 ноября, 2018              | 978-1-63236-637-5 |
| 8   | 22 ноября, 2017   | 978-4-06-510363-0                        | 9 апреля, 2019               | 978-1-63236-727-3 |
| 9   | 23 октября, 2018  | 978-4-06-513101-5 978-4-06-513102-2 (LE) | 24 сентября, 2019            | 978-1-63236-844-7 |
| 10  | 23 августа, 2019  | 978-4-06-516738-0 978-4-06-516739-7 (LE) | 25 февраля, 2020             | 978-1-63236-915-4 |
| 11  | 20 июля, 2020     | 978-4-06-520224-1 978-4-06-520223-4 (LE) | 24 августа, 2021             | 978-1-63236-989-5 |
| 12  | 22 ноября, 2022   | 978-4-06-529732-2 978-4-06-529733-9 (LE) | 22 августа, 2023             | 978-1-64651-620-9 |
| 13  | 21 ноября, 2024   | 978-4-06-537477-1 978-4-06-537478-8 (LE) | —                            | —                 |

## Аниме
Телевизионный аниме-сериал выходил в Японии с 7 октября по 23 декабря 2017 года. Сериал снимала анимационная студию Orange CG, режиссёром стал Такахико Кёгоку, за сценарий отвечал Тосия Оно, персонажей разрабатывал Асако Нисида.
Опенинг — «Kyōmen no Nami» (鏡面の波 кёумэн но нами, досл. «Волны на зеркальной поверхности») — был исполнен певицей YURiKA, финальная тема — «Kirameku Hamabe» (煌めく浜辺, Sparkling Beach) в исполнении Yuiko Ōhara. Sentai Filmworks лицензировали сериал, показ проходил на Anime Strike. MVM Films лицензировала сериал для показа в Великобритании. Сериал состоит из 12 эпизодов, которые будут выпущены в Японии на шести DVD и Blu-ray.

### Создание аниме
Работа над сериалом началась в 2015 году, Кацухиро Такэи, режиссёр сериала всегда желал поработать над аниме-сериалом, основанном на CG-анимации, которая совмещает в себе 2D и 3D анимацию, однако его сдерживал страх того, что полученная картина будет отличаться грубым визуальным стилем, так режиссёр решил для производства использовать 100 сотрудников вместо 50, как при создании двухмерной анимации. Решение работать с CG технологией также была принята из-за того, что с помощью классической анимации, художники не сумели бы в полной мере изобразить визуальную красоту драгоценных камней, из которых состоят героини.
Голоса записывались также необычным образом; если озвучивание персонажей происходит как правило после завершения работы над анимацией, то для аниме Houseki no Kuni голоса записывались раннее, чтобы затем под диалоги подогнать движение губ персонажей. Такэи тщательно подбирал состав сэйю, чтобы каждый голос соответствовал личности героя.
Работая над историей, было решено не следовать канону манги, уделив большее внимание Фос, который в аниме играет более центральную роль, в то время, как манга уделяет больше внимания разным героям. Создатели аниме консультировались с автором манги, который даже раскрыл некоторые сюжетные повороты, ещё не показанные в манге.

### Эпизоды

#### Список серий
| № серии | Название                             | Дата премьеры        |
| ------- | ------------------------------------ | -------------------- |
| 1       | «Фосфофиллит» «フォスフォフィライト» | 7 октября 2017 года  |
| 2       | «Алмаз» «ダイヤモンド»               | 14 октября 2017 года |
| 3       | «Метаморфоза» «メタモルフォス»       | 21 октября 2017 года |
| 4       | «Душа – Плоть – Кость» «魂・肉・骨»  | 28 октября 2017 года |
| 5       | «Возвращение» «帰還»                 | 4 ноября 2017 года   |
| 6       | «Первая битва» «初陣»                | 11 ноября 2017 года  |
| 7       | «Зимняя спячка» «冬眠»               | 18 ноября 2017 года  |
| 8       | «Антарктицит» «アンタークチサイト»   | 25 ноября 2017 года  |
| 9       | «Весна» «春»                         | 2 декабря 2017 года  |
| 10      | «Сиро» «しろ»                        | 9 декабря 2017 года  |
| 11      | «Секрет» «秘密»                      | 16 декабря 2017 года |
| 12      | «Новая работа» «新しい仕事»          | 23 декабря 2017 года |

## Приём
Первый том Houseki no Kuni занял 47-е место в еженедельном чарте манги Oricon и был распродан в количестве 21 204 экземпляров, второй том занял 35-е место и по состоянию на 2 февраля 2014 года было продано 44 511 копии, третий том достиг 30-го места и по состоянию на 31 августа 2014 года было продано 56 765 экземпляров.
Манга заняла 10-е место в Топ 20 Kono Manga ga Sugoi! 2014 года в разделе «манга для мужчин», и 48-е место в рейтинге «Книга года» журнала Da Vinci в том же 2014 году. Она была номинирована на восьмой премии Манга тайсё в 2015 году.